# Колективна відповідальність
Колективна відповідальність — форма відповідальності, коли за діяння, вчинені одним або кількома членами групи (сім'ї, роду, господарської організації, трудового колективу, військового підрозділу, класу або групи в навчальному закладі, жителів одного населеного пункту тощо) несе відповідальність вся група загалом. Група, що карається, може часто не мати прямої асоціації з іншими людьми чи групами, або безпосередньо контролювати їх дії. Колективна відповідальність може бути використана у вигляді превентивних методів або засобів залякування чи й терору.
Принцип колективної відповідальності застосовується зазвичай в тих випадках, коли більш-менш згуртована група виступає відносно суб'єкта в єдиній ролі і для суб'єкта не мають значення взаємовідносини всередині групи (феодал — село, командир — підрозділ, замовник — робоча бригада тощо). Або коли діяльність різних членів групи настільки сильно перетинається, що принципово неможливо розмежувати індивідуальну відповідальність кожного. Передбачається, що для отримання колективного заохочення або уникнення колективного покарання група самостійно організовує свою діяльність таким чином, щоб ця діяльність влаштовувала суб'єкта.
У часи агресивних фаз революцій, воєн та збройних конфліктів колективне покарання призводить до виявів жорстокостей та є порушенням законів війни і Женевських конвенцій. Історично будь-які окупаційні сили використовували колективне покарання для помсти проти нападів на їх сили членів рухів Опору (таких як знищення цілих міст і сіл, які, як вважали, чинили чи сприяли таким рухам опору).